# Gimcrack mit einem Reitknecht auf Newmarket Heath
Gimcrack mit einem Reitknecht auf Newmarket Heath, oder  Gimcrack On Newmarket Heath, with a Trainer, a Stable-lad, and a Jockey ist ein Bild des englischen Malers George Stubbs aus dem Jahr 1765. Dargestellt ist das legendäre Rennpferd Gimcrack nach dem Rennen in Newmarket Heath zusammen mit seinem Trainer, einem Stallburschen und seinem Jockey.
Newmarket ist einer der traditionsreichsten und ältesten Rennplätze in England. Seit 1605 werden hier Pferderennen ausgetragen, an denen u. a. auch die Könige James I., Charles II. und James II. als Zuschauer bzw. als aktive Teilnehmer anwesend waren.
Das Bild wurde 2011 bei Christies's für 22.441.250 Pfund/48 Millionen Dollar versteigert.
Stubbs zweite und eigenhändige Version des Bildes hängt in den Räumen des Jockey Club in Newmarket.

## Gimcrack
Gimcrack war ein englisches Vollblut und eins der erfolgreichsten Rennpferde seiner Zeit. In einer Turf-Karriere von 7 Rennsaisons gewann er 27 von 36 Rennen, sein erstes Rennen in Newmarket 1765, sein letztes – wieder in Newmarket – 1771 als Elfjähriger.
Gimcrack war in dritter Generation ein Abkömmling von Godolphin Arabian, einem der drei Stammväter des Englischen Vollblut. Wie seine Eltern Cripple und Miss Elliott war er ein Grauschimmel. Trotz seines geringen Stockmaßes von 14 hands ¼ (rund 142 cm) war er ein schnelles Pferd mit einem außerordentlichen Stehvermögen.
Nach seinem Tod wurde er an der Mauer des alten Küchengartens von Haughton Hall in Shropshire begraben, wo ein Gedenkstein an ihn erinnert.
Der Wort gimcrack bedeutet im Englischen wertlos oder Plunder.

## Beschreibung
Dargestellt auf dem querformatigen Bild ist unter einem heiteren, fast wolkenlosen Himmel ein Teil der Rennstrecke in Newmarket. Neben dem zweistöckigen Richterturm ist im Hintergrund die Abgrenzung der Rennstrecke durch einen weißen Zaun zu erkennen.

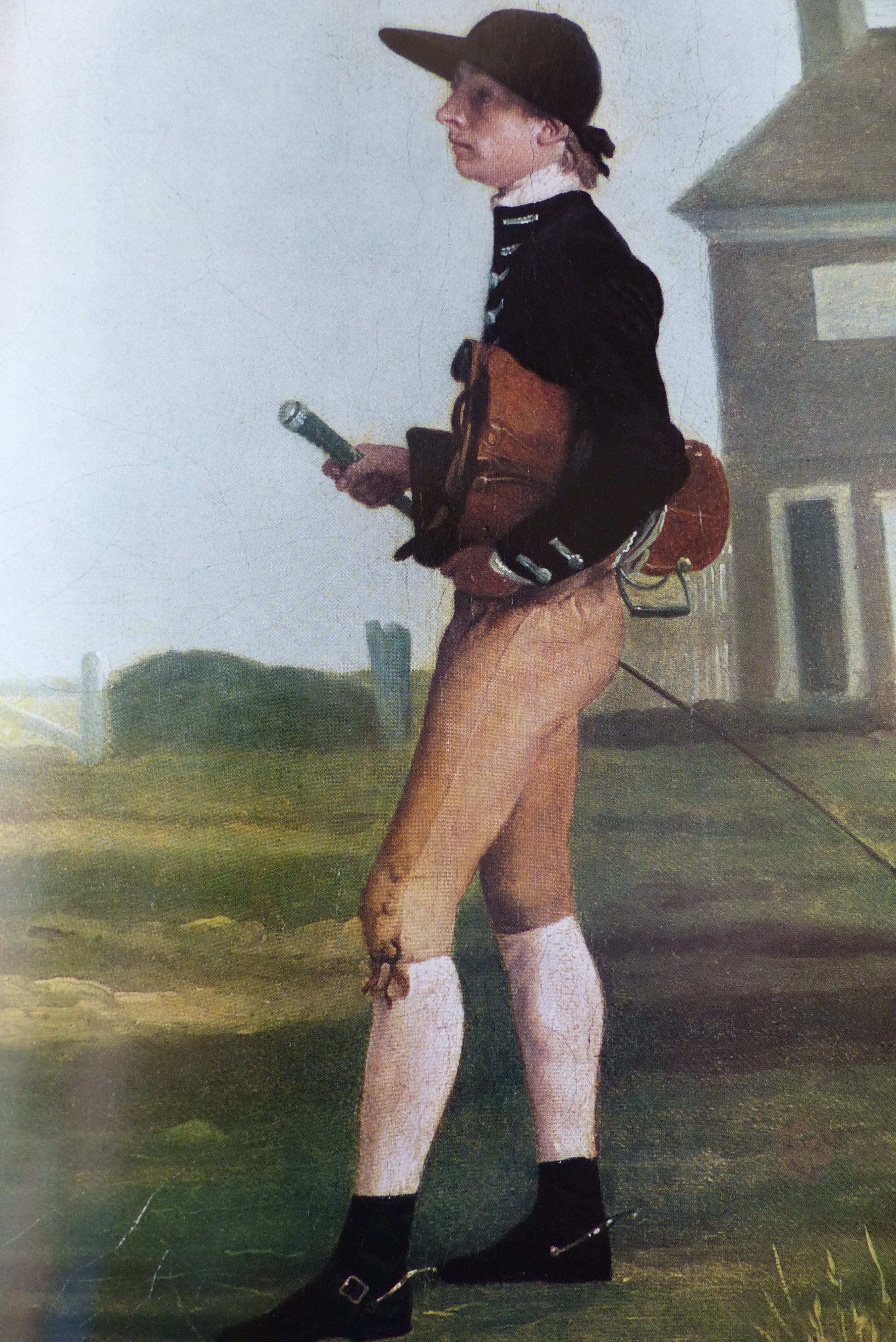
Der Jockey in den Farben Lord Bolingbrokes

Gimcrack erscheint in zwei unterschiedlichen Szenen auf dem Bild. Rechts im Hintergrund führt er ein Rennen mit mehreren Längen Vorsprung vor einer Verfolgergruppe von drei Pferden an.
Auf der linken Seite im Vordergrund steht er vor einem Rubbing down house, in dem die Pferde nach dem Rennen trocken gerieben wurden. Er ist bereits abgesattelt, sein Jockey trägt den Rennsattel unterm Arm, sein Trainer fasst ihn mit beiden Fäusten an den Zügeln und ein Stallknecht ist dabei, seine Beine mit Stroh trocken zu reiben.
Gimcrack steht nach dem Rennen noch „wie unter Strom“, davon zeugen die Rippen und hervorquellenden Adern, die sich unter seinem feuchten dunklen Fell abzeichnen, die Schweißflocken auf Kopf und Rücken, die geblähten Nüstern, die zurückgelegten Ohren und nicht zuletzt die Körperhaltung des Trainers, der alle Kraft anwenden muss, um das Pferd zu halten, und der beruhigend auf es einzureden scheint. Das Schweifhaar ist, wie auch bei den anderen Pferden, die am Rennen teilnehmen, hinter der Schweifrübe glatt abgeschnitten, so wie es zu dieser Zeit üblich war.
Der knabenhafte Jockey trägt neben einer Reitkappe ein schwarzes Jackett mit Silbertressen, Breeches, weiße Kniestrümpfe und schwarze Jodhpur-Stiefel mit extrem hochgezogenen Sporen, wie es wegen der damals üblichen Reitweise der Jockeys erforderlich war.
Der Name Gimcrack befindet sich unterhalb der Gruppe von Pferd und Stallknecht.

## Geschichte
Das Bild wurde von dem damaligen Besitzer des Hengsts,
Frederick St. John, 2. Viscount Bolingbroke (1734–1787), der wegen seines extravaganten und verschwenderischen Lebensstils und seiner Leidenschaft für Rennpferde allgemein bekannt war, um 1765 in Auftrag gegeben, als das Pferd sein erstes Rennen in Newmarket gewonnen hatte.
1780 gab er das Bild nach London zu Christie’s in die Auktion, wo es für 27 Guinees an George St. John, den späteren 3. Viscount Bolingbroke versteigert wurde. Das Bild blieb durch Erbschaft bis 1943 in der Bolingbroke Familie. 1943 ließ es Henry St. John, 6. Viscount Bolingbroke bei Christie’s versteigern, wo es 4.200 Guinees einbrachte. Käufer war Walter Hutchinson, ein Kunstsammler und Inhaber des Verlagshauses Hutchinson & Co. 1951 kam das Bild ein weiteres Mal zu Christie’s, wo es für die
Lord Woolavington's  Collection of Paintings by Sporting Artists für £12.600 ersteigert wurde. Die Woolavington's Collection ist eine der größten Spezialsammlungen für Bilder mit Sportmotiven. Gegründet wurde sie um die Jahrhundertwende von dem Whisky-Produzenten, Philanthropen und Kunstsammler Lord Woolavington. Nach Aussagen von Christie’s wurde Gimcrack wegen der horrenden Versicherungsprämie, die für das Bild gefordert wurde, in die Versteigerung gegeben. Das Bild wurde am 5. Juli 2011 für £ 22.441.250 an einen nicht bekannten Bieter versteigert.